# Zaven Collins
(en) Statistiques sur pro-football-reference
Zaven Collins, né le 19 mai 1999 à Tulsa dans l'Oklahoma, est un sportif professionnel de football américain évoluant au poste de linebacker pour la franchise des Cardinals de l'Arizona de la National Football League (NFL).
Auparavant, il joue au niveau universitaire dans la NCAA Division I FBS pour le Golden Hurricane de l'université de Tulsa. Désigné joueur All-American, il remporte plusieurs prix du meilleur joueur défensif de l'année en 2020.
Collins est sélectionné par les Cardinals lors du premier tour du draft 2021 de la NFL.

## Jeunesse
Collins est né à Tulsa le 19 mai 1999. Il fréquente le lycée Hominy à Hominy dans l'Oklahoma où il joue aux postes de quarterback, linebacker et safety,. Au cours de ses années au lycée, il cumule à la course, 4 084 yards et 54 touchdowns et à la passe 3 056 yards et 32 touchdowns. Il s'engage avec l'Université de Tulsa pour y jouer au football américain universitaire.

## Carrière universitaire
Après avoir passé sa première année à Tulsa sans jouer (redshirt) en 2017, Collins dispute en 2018, 12 matchs dont 10 comme titulaire. Il réussit 85 plaquages, 1,5 sacks et une interception.
En 2019, il est titulaire lors des 12 matchs de son équipe, enregistrant 97 plaquages et deux sacks. Durant sa troisième saison à Tulsa en 2020, Collins reçoit les trophées Bronko Nagurski et le Chuck Bednarik en tant que meilleur joueur défensif du pays,,, ainsi que le trophée Lombardi.

## Carrière professionnelle
Collins est sélectionné en 16e choix global lors du premier tour de la draft 2021 de la NFL par la franchise des Cardinals de l'Arizona. Il signe son contrat de rookie d'une durée de quatre ans pour un montant de 14 millions de dollars, le 8 juin 2021
Collins commence sa saison rookie en 2021 en tant que titulaire au poste de linebacker intérieur aux côtés de Jordan Hicks et Isaiah Simmons. Il devient remplaçant à ce poste au milieu de la saison, jouant le troisième plus grand nombre de snaps des linebackers intérieurs de son équipe. Il termine la saison avec 25 plaquages et trois passes défendues en 17 matchs dont six en tant que titulaire.
| Taille              | Poids            | Bras           | Main          | Sprint   | Sprint   | Sprint   | Shuttle 20 yards | 3 cones drill | Détente      | Détente             | Développé couché | Test Wonderlic |
| Taille              | Poids            | Bras           | Main          | 40 yards | 10 yards | 20 yards | Shuttle 20 yards | 3 cones drill | verticale    | horizontale         | Développé couché | Test Wonderlic |
| 195 cm (6 ft 4⅞ in) | 117 kg (259 lbs) | 84 cm (33⅝ in) | 23 cm (9⅜ in) | 4,66 s   | 1,63 s   | 2,78 s   | 4,36 s           | Inconnu       | 89cm (35 in) | 3,05 m (10 ft 2 in) | 19               | Inconnu        |

## Vie privée
Collins est arrêté en Arizona pour excès de vitesse et conduite imprudente en juin 2021 mais est libéré dans l'heure.